# Karl Jansen (Leichtathlet)
Karl Jansen (* 11. November 1914 in Rheydt; † 11. Februar 2006 ebenda) war ein deutscher Leichtathlet, der sich auf das Kugelstoßen und den Diskuswurf spezialisiert hatte.

## Sportliche Karriere
Karl Jansen begann beim Rheydter Turnverein 1847. 1937 und 1938 startete er für den Berliner Sport-Club, danach war er von 1939 bis 1943 beim ASV Köln, 1944 trat er für den Luftwaffen-Sportverein Halle an. Nach dem Krieg kehrte er zum ASV Köln zurück und blieb bis 1948, bevor er zum Rheydter SV wechselte.
Bei Deutschen Meisterschaften siegte Jansen 1946 in Frankfurt am Main und 1948 in Nürnberg im Kugelstoßen. Seine beste Platzierung im Diskuswurf war 1946 der zweite Platz hinter Gerhard Hilbrecht.
Von 1937 bis 1939 nahm Jansen an vier Länderkämpfen teil, wobei er jedes Mal im Diskuswurf und dreimal zusätzlich im Kugelstoßen antrat.

## Bestleistungen
- Kugelstoßen: 15,57 Meter am 29. Juli 1939 in Berlin
- Diskuswurf: 47,84 Meter am 16. August 1939 in Duisburg